# Geert Adriaans Boomgaard
Geert Adriaans Boomgaard (Groninga, 21 de septiembre de 1788-Ib., 3 de febrero de 1899) fue un ciudadano neerlandés, aceptado por el Gerontology Research Group como el primer caso verificado de un supercentenario en la historia de la humanidad y hasta ahora el único que no vivió en el siglo XX. Boomgaard nació en el siglo XVIII cuando en España aún reinaba Carlos III y falleció menos de dos años antes de que comenzara el siglo XX durante el reinado de Alfonso XIII. Nacido en 1788 y fallecido en 1899; es, por tanto, la última persona viva nacida en la Edad Moderna.
Desde la evidencia existente que sirvió como soldado Grande Armée de Napoleón, Boomgaard podría de hecho haber sido el veterano de mayor edad durante muchas décadas.
Boomgaard nació antes de la Revolución Francesa y murió en el año del nacimiento de Emma Morano.

## Biografía
Poco se conoce acerca de la vida de Boomgaard. Nació en Groningen, Países Bajos, residiendo allí toda su vida. Su padre fue un capitán de barco y los registros civiles indican Geert realizó el mismo trabajo que su padre. Otras fuentes indican que sirvió como soldado en el Grande Armée bajo la órdenes de Napoleón.
Se casó el 4 de marzo de 1818 con Stijntje Bus y volvió a casarse el 17 de marzo de 1831 con Grietje Abels Jonker, después de la muerte de su primera esposa.
Boomgaard murió a los 110 años y 135 días de edad.

## Evidencia
La investigación del caso Boomgaard fue publicado en 3 artículos por E. J. Heeres en el periodo genealógico Gruoninga en 1976, 1977 y 1978. El sitio web http://www.stehelene.org, el cual muestra los archivos perdidos de Médaille de Sainte-Hélène, muestra su fotografía, su (presunta) medalla personal de Sainte-Hélène, y un certificado que indica que "Adriaans, Gerrit, à Groningue, Pays-Bas, recibió su medalla" en nombre de su servicio militar activo durante el reinado de Napoleón I. El certificado es registrado en la Grande Chancellerie No. 1871, y lleva la firma estampada del duque de Plaisance General Anne-Charles Lebrun, Grand Chancelier (1853-1859).
El certificado de defunción de Boomgaard confirma que llegó a la edad de 110.